# Madagaster barbata
Madagaster barbata (лат.) — вид жуков-водобродок рода Madagaster из подсемейства Hydraeninae. Назван barbata в связи с волосатыми ротовыми частями.

## Распространение
Встречаются на Мадагаскаре.

## Описание
Водобродки мелкого размера (около 2,4 мм), удлинённой формы. Верх и низ чёрные, ноги темно-коричневые, оцеллии светло-коричневые. Сходен по габитусу с M. procarina и M. bergsteni. Отличается от обоих видов более крупным размером (около 2,40 мм) и, у самцов, сильным гребнем на щеках, заметно расширенными средними голенями и с бахромой волосков на переднем крае, и задними голенями, дугообразно изогнутыми к средней линии. Пронотальные ямки глубже, чем у сравниваемых видов. Очень сложные мужские гениталии трех видов имеют общий крючковидный отросток на вентральной поверхности основной части, но парамеры и отростки дистальной части основной части заметно различаются.

## Классификация
Вид был впервые описан в 2017 году американским энтомологом Philip Don Perkins (Department of Entomology, Museum of Comparative Zoology, Гарвардский университет, Кембридж, США) по типовым материалам с острова Мадагаскар. Включён в состав рода Madagaster (триба Madagastrini, подсемейство Hydraeninae или Prosthetopinae) вместе с видами M. franzi, M. bergsteni, M. simplissima, M. procarina, M. steineri и M. cataracta и M. quadricurvipes.